# Aethianoplis
Aethianoplis is een geslacht van insecten uit de orde vliesvleugeligen (Hymenoptera) en de familie Ichneumonidae.

## Soorten
- A. bipapillator (Morley, 1919)
- A. bipapilloides Heinrich, 1968
- A. collifer (Morley, 1919)
- A. excavata (Roman, 1910)
- A. fulgens (Roman, 1910)
- A. leucopus Heinrich, 1968
- A. violaceipennis Heinrich, 1968